# Nejstarší synagoga v Praze
Nejstarší synagoga v Praze existovala kdesi v podhradí Pražského hradu, snad na dnešní Malé Straně, již v 11. století nebo nejpozději na počátku 12. století. Shořela spolu s mnoha dalšími stavbami při obléhání Prahy roku 1142. 

## Historické prameny
O synagoze v Praze před polovinou 12. století existují dvě stručné zmínky v historických kronikách:
- Kosmova kronika III/47 k roku 1124: „...Tento člověk [Žid Jakub Apella], stav se po křtu odpadlíkem, dal v noci rozbořiti oltář, vystavěný a posvěcený v jejich synagóze, a vzav svaté ostatky, neostýchal se hoditi je do svého záchodu.“[1]
- Mnich sázavský, Pokračování Kosmovy kroniky k roku 1142, při obléhání Prahy Konrádem II. Znojemským: „Téhož roku shořela židovská synagoga a mnoho stavení v podhradí pražském.“

## Dějiny synagogy
Židé v Praze museli být v 11. století již dobře etablovaní, jak vyplývá z údaje Kosmovy kroniky k roku 1091, že v pražském podhradí a vyšehradské ulici (či vsi) sídlí židé oplývající velkým bohatstvím. Vystavěli si vlastní synagogu, která jim byla později zabavena a přeměněna na křesťanský kostel, jak lze odvodit z Kosmova údaje, že v ní byl znesvěcen křesťanský oltář. Židé o svou synagogu zřejmě přišli roku 1096, kdy došlo k pogromu a nucenému křtu Židů ze strany účastníků první křížové výpravy.
Z údaje o shoření synagogy roku 1142 je zřejmé, že v té době židé své kultovní místo (opět) měli a užívali. Po požáru nebyla obnovena a židovské obyvatelstvo se pak soustředilo na pravý břeh řeky, již do oblasti budoucího židovského ghetta.

## Poloha
Poloha synagogy nebyla archeologicky zjištěna a ze zkromných písemných pramenů její ani přibližné umístění nelze spolehlivě určit. Předpokládaná poloha se klade přibližně mezi Újezd a Malostranské náměstí. To vychází zejména z předpokladu, že tato poloha odpovídá označení „v pražském podhradí“ a že druhé, vyšehradské židovské osídlení zmiňované Kosmou zaniklo při křižáckém tažení roku 1096. Do oblasti Újezda ji klade i historicky nedůvěryhodná Hájkova kronika. Po zničení synagogy požárem zřejmě zaniklo malostranské židovské sídliště. 
Hypotéz o umístění obou nejvýznamnějších pražských židovských osad zmiňovaných Kosmovou kronikou a tím pádem i možných umístění pražské synagogy je však více: oblast předpolí Pražského hradu a předpolí Vyšehradu, místo při vyšehradské cestě nedaleko Vltavy v okolí Národní třídy nebo již v místě budoucího Židovského města (Josefova). Není také jisté, že se údaje obou kronikářů (o bývalé synagoze a o požáru synagogy) vztahují ke stejné stavbě.